# Mixed Blood (album)
Mixed Blood è un album di remix e cover pubblicato da Gotye nel luglio 2007. Tutte le canzoni appartengono a Like Drawing Blood (2006), ad eccezione di The Only Thing I Know e Out of My Mind, che appartengono invece a Boardface (2003)

## Tracce
1. Hearts a Mess (3am Mix by Joe Hardy) – 6:03
2. The Only Way (Remix by Karnivool) – 4:54
3. Puzzle with a Piece Missing (Remix by ENS) – 4:18
4. Hearts a Mess (Remix by DLake) – 5:23
5. Get Acquainted (Remix by Faux Pas) – 3:51
6. Learnalilgivinanlovin (Remix by Bass Kleph) – 4:17
7. Thanks for Your Time (Remix by Bitrok) – 4:12
8. The Only Thing I Know (Remix by Infusion) – 4:56
9. Hearts a Mess (Remix by Duosseudo) – 5:21
10. Seven Hours with a Backseat Driver (Remix by Rocky Lolo) – 4:44
11. Out of My Mind (Remix by King Charlie) – 4:42
12. Puzzle with a Piece Missing (Remix by Velure) – 4:05
13. Coming Back (Remix by Inga Liljeström) – 3:20
14. Worn Out (Remix by Fourth Floor Collapse) – 3:06